# Siegfried Czerny
Siegfried Czerny (* 15. Januar 1889 in Heidelberg; † 28. Mai 1979 in München) war ein deutscher Maler. Er schuf überwiegend Porträts.

## Leben
Czerny wurde als Sohn des bedeutenden Heidelberger Chirurgen Vincenz Czerny geboren. Er besuchte das Kurfürst-Friedrich-Gymnasium Heidelberg und legte im Jahr 1907 sein Abitur als Externer am Gymnasium Donaueschingen ab. Im Anschluss an das Abitur begann er im Jahre 1907 seine Ausbildung an der Großherzoglichen Badischen Kunstschule Karlsruhe. Nach dem Militärdienst zog es ihn 1909 nach München, wo von seinen Lehrern besonders Carl Johann Becker-Gundahl und Max Doerner zu nennen sind. Von 1933 bis 1945 war Czerny Professor an der Staatlichen Akademie der Bildenden Künste Karlsruhe. Viele Jahre beteiligte er sich an der Kunstausstellung im Münchener Glaspalast, wo beim Brand von 1931 auch seine drei ausgestellten Bilder, darunter das Porträt des Nobelpreisträgers für Physik, Philipp Lenard, verbrannten. 
In der Zeit des Nationalsozialismus war Czerny Mitglied der Reichskammer der bildenden Künste. Für diese Zeit ist seine Teilnahme an 21 Ausstellungen sicher belegt, darunter 1938, 1940 und 1941 die Große Deutsche Kunstausstellung in München. 1938 zeigte er dort das Ölgemälde Reichsleiter Buch.
Der Zweite Weltkrieg hat dem Werk Czernys große Verluste zugefügt.
Seit 1945 wohnte und arbeitete Czerny in Tübingen, wo er u. a. die Rektoren der Universität malte. Ab 1955 bis zu seinem Tode lebte Czerny in München.

## Weitere Werke (Auswahl)
- 1905: Max Reger
- 1912: Vater Vincenz Czerny
- um 1912: Hofbräuhäusler
- um 1912: Fischerehepaar
- 1913: Ernst Walz
- 1913: Generalmusikdirektor Philipp Wolfrum (an der Übungsorgel der Universität Heidelberg)
- 1924: Felicitas
- 1924: Schlafende
- 1927: Lenard, Heidelberg
- 1930: Märchen
- 1930: Generalmusikdirektor Fritz Stein
- 1930: Frau und Tochter
- vor 1933: Schwester von B.[6]
- um 1933: Schwester Veronika
- 1935: Der alte Schauspieler
- 1937: Im Chiemgau
- um 1938: Hilde
- 1940: Gerda
- 1948: Carl Heinrich von Weizsäcker
- 1949: Hermann Schneider[7]
- 1950: Theodor Steinbüchel[8]
- 1951: Helmut Thielicke[9]
- 1952: Der Physiker Walther Kossel
- 1958: Meine Tochter
- 1964: Selbstbildnis